# 緬甸藍葉蚤
緬甸藍葉蚤（学名：Altica birmanensis）为金花蟲科葉蚤屬下的一个种。